# Jason Kidd
Jason Frederick Kidd (født 23. marts 1973, i San Francisco, Californien, USA) er en tidligere amerikansk basketballspiller (point guard) og senere træner. Han spillede i NBA for Dallas Mavericks, (1994-1996 & 2008-2012), Phoenix Suns (1996-2001), New Jersey Nets (2001-2008) og New York Knicks (2012-2013). Kidd blev i 1995 valgt til NBA's bedste rookie (førsteårsspiller), og blev desuden hele 9 gange udtaget til NBA's All-Star hold.
I 2018 blev Kidd optaget i Naismith Memorial Basketball Hall of Fame.

## Landshold
Kidd repræsenterede i 2000 det amerikanske landshold ved OL i Sydney, hvor holdet vandt guldmedaljer.